# Roridomyces roridus
Roridomyces roridus är en svampart som först beskrevs av Giovanni Antonio Scopoli, och fick sitt nu gällande namn av Rexer 1994. Roridomyces roridus ingår i släktet Roridomyces och familjen Mycenaceae.   Inga underarter finns listade i Catalogue of Life.

## Bildgalleri

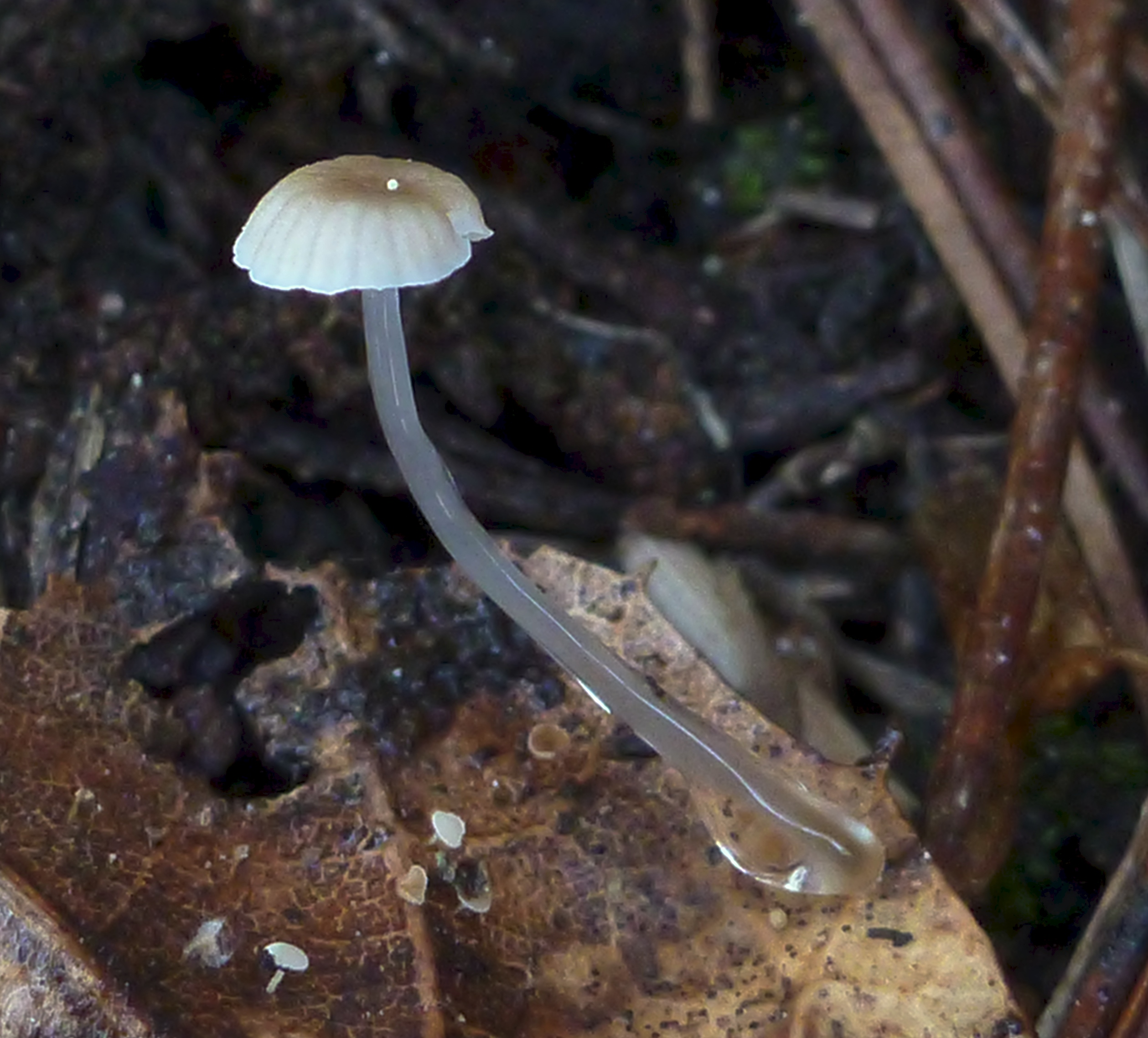